# Thommo Soccoroch
Thommo Soccarach ou Dhammasoka Reachea(tué en 1394) souverain de l’Empire khmer de 1373 à 1394 ou de 1378 à 1405.

## Biographie
Thommo Soccarach ou Dhammâsoka Reachea (Dharma Sokaraja) est le fils cadet de Lampong Reachea et le successeur de son frère Barom Reamea.
Son règne est marqué par une intensification des relations avec la dynastie chinoise des Ming et l’envoi d’ambassadeurs  en  Chine en 1377 et 1383 où il était connu sous le nom de « Ts'an-lie Pao-p'i-sie Kan-p'ou-tche (Samdach Chao Ponhea Kambuja) ».
En 1388, le fils de Ramathibodi Ier, Ramesuan réussit définitivement à s’imposer comme roi dans le 
Royaume d'Ayutthaya. Il reprit aussitôt la politique conquérante de son père et engagea contre les Khmers une guerre qui allait durer près de 50 ans.     
Les quatre armées cambodgiennes envoyées pour protéger Angkor furent refoulées jusqu’à la capitale qui fut une nouvelle fois investie. Le siège dura sept mois avant que la ville ne fût prise en 1394 par ruse et grâce à la trahison de princes khmers. Le roi Thommo Soccarach fut tué et 70 000 prisonniers furent déportés au Siam comme esclaves.
Le roi Ramesuan nomma comme roi son fils Ento sous le nom de règne de « Chau Indrapathi Radjadhiraja » qui règnera jusqu’en 1401 année où il sera assassiné à l’instigation du prince khmer Soriyovong  un fils de l’ancien roi Soriyoteï Ier.

## Postérité
Thommo Soccoroch laisse un fils :
- prince Parama Sokaraja ou Barom Soccoroch